# Erodium glaucophyllum
Erodium glaucophyllum är en näveväxtart som först beskrevs av Carl von Linné, och fick sitt nu gällande namn av L. Erodium glaucophyllum ingår i släktet skatnävor, och familjen näveväxter. Inga underarter finns listade i Catalogue of Life.